# 否認主義
否認主義（ひにんしゅぎ、Denialism）とは、心理的に不快な真実を回避するために、現実を否認するという人間の選択を指す。
そのひとつに歴史否定主義（Historical negationism）、ネガシオニスム（仏: Négationnisme、英: Negationism）があり、具体的には過去に行われていたとされる大量虐殺、ホロコーストの存在を否定する立場のことを指し、とりわけ第2次世界大戦にナチス・ドイツによって実施されたホロコースト（希：Shoah）に関して用いられることが多い。ドイツなどヨーロッパの国ではホロコースト否認・ナチス賛美に関する主張・出版・公開について非合法化されている国もある（ドイツ刑法第130条第3項：民衆煽動罪）。ホロコースト否認の言論活動と、国境を越えた法規制の問題については戦う民主主義を参照。

## 現代における例

### AIDS否認主義
AIDS否認主義は、後天性免疫不全症候群(AIDS)の原因がヒト免疫不全ウイルス(HIV)であることを否認する。 エイズ否認主義は「反科学運動の中で、最も声高い」とされている。否認においては、ウイルスの存在自体を否認する者もいれば、無害なありふれたウイルスでありAIDSの原因ではないと主張する者もいる。AIDSという病気について認める者は、それはウイルス感染ではなく、娯楽薬の使用、栄養失調、衛生状態の悪さ、抗レトロウイルス薬の副作用、これらの組み合わせに起因すると主張している。しかしHIVがAIDSを引き起こすという証拠は科学的に揺るぎないものである。
かつて南アフリカのタボ・ムベキ元大統領は、AIDS否認主義を受け入れ、AIDSは主に貧困によって引き起こされたと宣言した。彼の大統領在任中に約365,000人がAIDSで死亡したが、しかしこれは適切な治療が可能であったならば、約343,000人の早期死亡を防ぐことができたと推定されている。

## 歴史的な例
- アルメニア人虐殺否認（英語版）
- ホロコースト否認
- ナクバ否認（英語版）